# Vitamín C u ptáků
Vitamín C (kyselina L-askorbová) patří mezi vitamíny, které drůbež a pravděpodobně i většina semenožravých ptáků syntetizuje v játrech. Naopak u plodožravých a nektarožravých ptáků je nutný pravidelný exogenní přísun. Také při intenzivních formách chovu drůbeže vzniká někdy vyšší potřeba i nutnost doplňování kyseliny askorbové v krmné dávce.
Vitamín C je potřebný pro syntézu vaziva (kolagenu), hydroxylaci steroidů a dalších sloučenin a pro obranné mechanismy organismu. Je považován za důležitý a přirozený antioxidant, tj. za látku působící preventivně proti toxickým vlivům kyslíkových radikálů. Vitamín C se významně uplatňuje při různých stresových situacích, při onemocněních jater, při špatných zoohygienických podmínkách, při tepelném stresu vyvolaném vysokými teplotami v letním období, při deficitu vitamínu E a selenu nebo bílkovin, parazitárních infekcích apod.

## Příznaky hypovitaminózy
Nedostatek vitamínu C se projevuje sníženým příjmem krmiva i životností zvířat. Odolnost k infekčních nemocem je snížena, dochází k poškození kostní dřeně a kapilárnímu krvácení. Při tepelném stresu a deficitu vitamínu C v chovech nosnic stoupá procento vajec se slabou skořápkou, zvyšuje se podíl poškozených vajec a klesá kvalita vaječného bílku. V chovech oblíbených ptáků nebyly zatím příznaky hypovitaminózy C pozorovány.

### Prevence a terapie
Dotace vitamínu C uvedené negativní dopady snižuje. Vitamín C se nachází v rostlinných i živočišných krmivech, ve kterých však obsah kyseliny askorbové značně kolísá. Také skladováním a vlivem tepla klesá obsah vitamínu. Přirozenými  zdroji jsou čerstvé ovoce a zelenina. V akutních případech je možná parenterální aplikace vitamínu (50–100 mg/kg ž.h. sc.).